# Pedro Monzón
Pour les articles homonymes, voir Monzón (homonymie).
Pedro Monzón est un ancien footballeur argentin né le 23 février 1962 à Goya, dans la province de Corrientes en Argentine. Il évoluait au poste de défenseur avant de devenir entraîneur.

## Biographie
Il a principalement joué pour le CA Independiente, club avec lequel il a disputé 199 rencontres de championnats et inscrit 8 buts. Avec Independiente il a notamment remporté une Copa Libertadores et une Coupe intercontinentale.
Pedro Monzón a participé à la Coupe du monde 1990 avec l'équipe d'Argentine. Durant la compétition il a inscrit un but face à la Roumanie. Lors de la finale face à l'Allemagne, alors qu'il est entré en jeu vingt minutes auparavant, il est expulsé par l'arbitre Edgardo Codesal Méndez à la suite d'un tacle assassin donné sur l'attaquant Jürgen Klinsmann. Il est le premier joueur à recevoir un carton rouge lors d'une finale de Coupe du monde.
Après sa carrière de joueur, Monzón a entraîné des clubs mexicains et équatoriens.

## Palmarès (joueur)
- Finaliste de la Coupe du monde 1990 avec l'équipe d'Argentine
- Champion d'Argentine (Metropolitano) en 1983 avec Independiente
- Vainqueur de la Copa Libertadores en 1984 avec Independiente
- Vainqueur de la Coupe intercontinentale en 1984 avec Independiente
- Champion d'Argentine en 1989 avec Independiente